# Saison 1 de The Royals
Chronologie
Saison 2
Cet article présente le guide des épisodes de la première saison de la série télévisée The Royals.

## Généralités
- Aux États-Unis, la saison a été diffusée entre le 15 mars 2015 et le 17 mai 2015 sur E!.
- Au Canada, la saison a été diffusée en simultané sur E! Canada.
- Au Québec, la saison a été diffusée entre le 1er septembre 2015 et le 3 novembre 2015 sur VRAK.TV[1].
- En France, la saison est diffusée depuis le 13 septembre 2016 sur ELLE Girl.

## Distribution

### Acteurs principaux
- Elizabeth Hurley (VF : Micky Sebastian) : la reine Helena Henstridge
- Vincent Regan (VF : Éric Herson-Macarel) : le roi Simon Henstridge
- William Moseley (VF : Gauthier Battoue) : le prince Liam Henstridge
- Alexandra Park (VF : Alice Taurand) : la princesse Eleanor Henstridge
- Merritt Patterson (VF : Alexia Papineschi) : Ophelia Pryce
- Jake Maskall (VF : Bernard Gabay) : le prince Cyrus Henstridge
- Tom Austen (VF : Damien Boisseau) : Jasper Frost
- Oliver Milburn (VF : Guillaume Lebon) : Ted Pryce

### Acteurs récurrents
- Lydia Rose Bewley (en) (VF : Léovanie Raud) : la princesse Penelope Henstridge
- Hatty Preston (VF : Aurore Bonjour) : la princesse Maribel Henstridge
- Sophie Colquhoun (VF : Marie Tirmont) : Gemma Kensington
- Ukweli Roach (VF : Namakan Koné) : Marcus Jeffrys
- Poppy Corby-Tuech : Prudence
- Andrew Bicknell (arz) : Lucius
- Victoria Ekanoye (VF : Anne Tilloy) : Rachel
- Manpreet Bachu (VF : Jérémy Prévost) : Ashok
- Tom Ainsley : Nick Roane
- Scott Maslen (en) : James Holloway
- Simon Thomas (VF : Eilias Changuel) : Nigel Moorefield
- Noah Huntley : capitaine Alistair Lacey

## Épisodes

### Épisode 1:Faites-vous reconnaître vous-même
- États-Unis /  Canada : 15 mars 2015 sur E! / E! Canada
- Québec : 1er septembre 2015 sur VRAK.TV[2]
- France : 13 septembre 2016 sur ELLE Girl

- États-Unis : 1,412 million de téléspectateurs[3] (première diffusion)

### Épisode 2:Les Enfants du printemps
- États-Unis /  Canada : 22 mars 2015 sur E! / E! Canada
- Québec : 8 septembre 2015 sur VRAK.TV[4]
- France : 13 septembre 2016 sur ELLE Girl

- États-Unis : 1,321 million de téléspectateurs[5] (première diffusion)

### Épisode 3:Nous sommes des effigies, ou de simples bêtes
- États-Unis /  Canada : 29 mars 2015 sur E! / E! Canada
- Québec : 15 septembre 2015 sur VRAK.TV[6]
- France : 20 septembre 2016 sur ELLE Girl

- États-Unis : 825 000 téléspectateurs[7] (première diffusion)

### Épisode 4:Suave mais sans durée
- États-Unis /  Canada : 5 avril 2015 sur E! / E! Canada
- Québec : 22 septembre 2015 sur VRAK.TV[8]
- France : 20 septembre 2016 sur ELLE Girl

- États-Unis : 1,119 million de téléspectateurs[9] (première diffusion)

### Épisode 5:Dévoile sa beauté à la lune
- États-Unis /  Canada : 12 avril 2015 sur E! / E! Canada
- France : 27 septembre 2016 sur ELLE Girl

- États-Unis : 1,07 million de téléspectateurs[10] (première diffusion)

### Épisode 6:L'Inconstance et les outrages de la fortune
- États-Unis /  Canada : 19 avril 2015 sur E! / E! Canada
- France : 27 septembre 2016 sur ELLE Girl

- États-Unis : 1,123 million de téléspectateurs[11] (première diffusion)

### Épisode 7:La Sagesse d'un roi
- États-Unis /  Canada : 26 avril 2015 sur E! / E! Canada
- France : 4 octobre 2016 sur ELLE Girl

- États-Unis : 1,125 million de téléspectateurs[12] (première diffusion)

### Épisode 8:Le Grand Homme à terre
- États-Unis /  Canada : 3 mai 2015 sur E! / E! Canada
- France : 4 octobre 2016 sur ELLE Girl

- États-Unis : 1,185 million de téléspectateurs[13] (première diffusion)

### Épisode 9:Il y avait dans mon cœur une sorte de combat
- États-Unis /  Canada : 10 mai 2015 sur E! / E! Canada
- France : 11 octobre 2016 sur ELLE Girl

- États-Unis : 1,172 million de téléspectateurs[14] (première diffusion)

### Épisode 10:Nos volontés et nos destins vont tellement en sens contraire
- États-Unis /  Canada : 17 mai 2015 sur E! / E! Canada
- France : 11 octobre 2016 sur ELLE Girl

- États-Unis : 1,148 million de téléspectateurs[15] (première diffusion)